# 茶太 Works Best
『茶太 Works Best』（ちゃた ワークスベスト）は、茶太のアルバム。

## 茶太 Works Best
『茶太 Works Best』（ちゃた ワークスベスト）は、2009年4月29日にティームエンタテインメントから発売された茶太の4枚目のアルバム。

### 概要
茶太が過去にゲーム等の主題歌を担当したタイアップ曲を集めたアルバム。古いもので2004年のゲームからアルバム発表時にはまだ発売していなかったゲームまで収録しているが、ここに収録されていないタイアップ曲も数多く存在する。
ジャケットイラストは主題歌が本アルバムにも収録されているPCゲーム『よつのは』で原画を担当したひーでが手掛けている。

### 収録曲
1. Bravery 〜辿り着きたい君へ〜
作詞：ひみこ、作曲・編曲：水上裕規
PlayStation 2『グローランサーVI』オープニング主題歌
2. BEGIN
作詞：小林和子、作曲・編曲：水上裕規
PlayStation 2『グローランサーVI』エンディング主題歌
3. ラブライス
作詞：松本有加・作曲・編曲：ぺーじゅん
PlayStation 2『よつのは A journey of sincerity（真心の旅）』エンディング主題歌
4. 晴れ→恋心
作詞：tae、作曲・編曲：SoundStudio B
PCゲーム『晴れハレはーれむ』オープニング主題歌
5. see-saw!!
作詞：keikei、作曲・編曲：響那良
PCゲーム『さくらさくら』オープニング主題歌
6. しるし
作詞：茶太、作曲・編曲：安瀬聖
7. 久遠 〜詩歌侘〜
作詞：K.バッジョ、作曲・編曲：たくまる
PCゲーム『恋姫†無双 〜ドキッ☆乙女だらけの三国志演義〜』挿入歌
8. 志在千里 〜恋姫喚作百花王〜
作詞：K.バッジョ、作曲・編曲：たくまる
PCゲーム『恋姫†無双 〜ドキッ☆乙女だらけの三国志演義〜』エンディング主題歌
9. 嗚咽
作詞：茶太、作曲・編曲：安瀬聖
10. 夜明け前
作詞：茶太、作曲・編曲：大嶋啓之
11. Mint Kiss
作詞：JOE（Femme Fatale）・作曲：CAY（Femme Fatale）
PCゲーム『エンゼル☆ウィッシュ 〜放課後の召使いにチュッ!〜』エンディング主題歌
12. フォトグラフ
作詞：wight、作曲：bassy
PCゲーム『放課後は白銀の調べ』エンディング主題歌
13. 宝物
作詞：茶太、作曲・編曲：伊藤賢治
14. よつのは
作詞：keikei、作曲・編曲：響那良
PCゲーム『よつのは』オープニング主題歌

## 茶太 Works Best II
『茶太 Works Best II』（ちゃた ワークスベスト）は、2010年11月24日にティームエンタテインメントから発売された茶太の6枚目のアルバム。

### 収録曲[1][2]
1. なないろの世界 
「メイプルストーリー」2010年2月テーマ曲
2. あさきゆめみし　 
「真・恋姫†無双 -乙女繚乱☆三国志演義-」挿入歌
3. always 
「まじからっと☆れいでぃあんと」ED
4. 宙のヒカリ 
「星空のメモリア Eternal Heart」ED
5. 忘れない… 
「キスと魔王と紅茶」ED
6. 恋をしよーよ 
「さくらビットマップ」挿入歌
7. たそがれ空 
「ほしうた～Starlight Serenade〜」ED
8. 夢から覚めても 
「スズノネセブン！～Rebirth Knot～」ED
9. cotton candy 
「Canvas3 ～白銀のポートレート～」挿入歌
10. 桜が舞う空の下 
「さくらビットマップ」　ED
11. 星空のメモリア 
「星空のメモリア」　ED
12. 虹色アドレセンス 
「B’s-LOG パーティー♪」　OP
13. 夢笑顔 
「真・恋姫†無双 -萌将伝-」　挿入歌
14. with you 
「スズノネセブン！」　ED
15. 水平線まで何マイル？
「水平線まで何マイル？ - Deep Blue Sky ＆ Pure White Wings -」　イメージソング
16. Harmony

## 茶太 Works Best III
『茶太 Works Best III』（ちゃた ワークスベスト）は、2014年2月12日にティームエンタテインメントから発売された茶太の7枚目のアルバム。